# Caprivizipfel

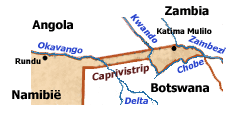
Karte des Caprivizipfels

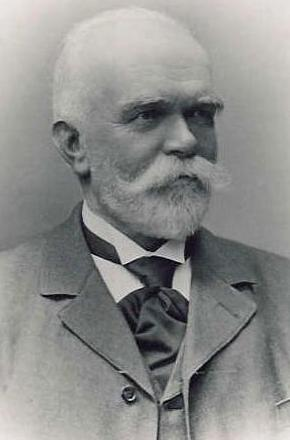
Namensgeber Leo von Caprivi, Reichskanzler von 1890 bis 1894

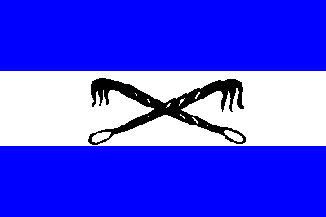
Flagge des Ostcaprivi bis 1977

Flagge des Ostcaprivi bis 1990

Der Caprivizipfel oder Caprivistreifen, offiziell ab 1939 Caprivi Zipfel (englisch Caprivi Strip, historisch Eastern Caprivi Zipfel), ist eine zipfelförmige Ausbuchtung im Nordosten des Staatsgebiets von Namibia. Grenzziehung und Namensgebung nach Leo von Caprivi gehen auf die koloniale Vorgeschichte des Landes als Deutsch-Südwestafrika zurück.
Begrenzt wird das Gebiet im Nordosten und Südosten vom Sambesi und im zentralen Südwesten vom Kwando. Letzterer und der Okavango queren den Caprivizipfel in Nord-Süd-Richtung. Er erstreckt sich vom Längengrad 21° Ost und bis über den Längengrad 25° Ost hinaus und besitzt bei maximal 100 Kilometern Breite eine West-Ost-Ausdehnung von rund 500 Kilometern. Verwaltungsmäßig gehört der Caprivizipfel heute zu den namibischen Regionen Sambesi (bis August 2013 Caprivi) und dem Wahlkreis Mukwe in der Region Kavango-Ost.

## Kontroverse Bezeichnungen
Einige Quellen, darunter auch staatliche namibische Stellen, nutzen seit 2013 teilweise die Bezeichnung Zambezi Strip (Sambesistreifen). Der offiziellen Karte der Änderungen 2013 und dem Amtsblatt nach wurden keine geographischen Bezeichnungen, sondern lediglich verwaltungstechnische Namen (d. h. Name der Region) geändert.

## Geschichte
Die Entstehung des Territoriums geht auf den Vertrag zwischen Deutschland und England über die Kolonien und Helgoland vom 1. Juli 1890 („Helgoland-Sansibar-Vertrag“) zurück. Das Deutsche Reich verzichtete in diesem auf zukünftige Ansprüche auf Witu und Sansibar. Dafür fiel die Insel Helgoland an Deutschland, und seine Kolonie Deutsch-Südwestafrika erhielt Zugang zum Sambesi. Dahinter verbarg sich die Strategie, eine territoriale Verbindung der südwestafrikanischen Besitzungen mit Deutsch-Ostafrika zu schaffen. Auch auf englischer Seite gab es Überlegungen zu einer zweckmäßigen Arrondierung des Kolonialbesitzes: Cecil Rhodes warb im Wettlauf um Afrika für den Kap-Kairo-Plan, der britisch kontrolliertes Gebiet von Südafrika bis Ägypten voraussetzte. Dementsprechend wurde 1891 Nordrhodesien in britischen Besitz genommen, was die deutschen Pläne durchkreuzte.
Die Vertragsverhandlungen wurden von Reichskanzler Caprivi geleitet. Nach ihm wurde der Caprivizipfel auf Initiative des Gouverneurs von Deutsch-Südwestafrika, Theodor Leutwein, benannt; gebräuchlich waren zunächst auch „Deutsches Barotseland“ und „Deutsches Sambesiland“.
Mitte November 1908 brach Hauptmann Kurt Streitwolf (von 1909 bis 1911 erster Kaiserlicher Resident des Caprivizipfels in Schuckmannsburg) im Auftrag des Gouverneurs Bruno von Schuckmann zu einer Expedition durch den Caprivizipfel auf, die das Gebiet Ende Januar 1909 erreichte. Streitwolf kam zu dem Urteil, dass „dieser malariaverseuchte Caprivizipfel“ gegen etwas Wertvolles – beispielsweise die Walfischbucht – eingetauscht werden sollte. Erst am 27. Januar 1909 wurde der Caprivizipfel administrativ in Deutsch-Südwestafrika eingegliedert. Mit ihm gelangte es im Verlauf des Ersten Weltkriegs 1915 unter südafrikanische Militärverwaltung.
1919 bis 1990 wurde Südwestafrika durch Südafrika verwaltet, zunächst als Völkerbundsmandat Südwestafrika, ab 1966 gegen den Einspruch der UNO. Ab 1970 entwickelte das südafrikanische Apartheidsregime im Caprivizipfel die Homelands Kavangoland und Ostcaprivi.
Nach der Unabhängigkeit Namibias 1990 wurden die Regionen von Namibia neu geordnet. Der Caprivizipfel verteilte sich von 1994 bis 2013 auf die Regionen Caprivi und Kavango. 2013 wurde die Region Caprivi in Sambesi umbenannt; der westliche Teil des Caprivizipfels gehört nun zur Region Kavango-Ost.

### Grenzverlauf

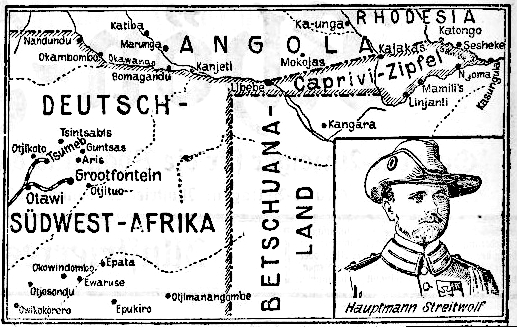
Karte des Caprivizipfels von 1908 mit dem vertragsmäßig gedachten Grenzverlauf auf dem 18. Grad südliche Breite

In einem Vertrag zwischen dem Deutschen Reich und Portugal vom 31. Dezember 1886 war die Nordgrenze
des Schutzgebietes Deutsch-Südwestafrika von der Mündung des Kunene in den Atlantik bis zum Sambesi festgelegt worden, womit in größeren Teilen den natürlichen Grenzlinien entlang der Flüsse im Norden gefolgt wurde.
Die südliche Grenze des Caprivizipfels bis zum Sambesi wurde im Helgoland-Sansibar-Vertrag wie folgt vereinbart (Originalzitat): „… den genannten Längengrad (21. Grad östlicher Länge) bis zu seinem Zusammentreffen mit dem 18. Grad südliche Breite hinauf, läuft dann in östlicher Richtung diesen Breitengrade entlang, bis er den Tschobefluß erreicht, und setzt sich dann im Thalweg des Hauptlaufes dieses Flusses bis zu dessen Mündung in den Zambese fort, wo sie ihr Ende findet. Es ist Einverständnis darüber vorhanden, daß Deutschland durch diese Bestimmung von seinem Schutzgebiet aus freien Zugang zum Zambese mittels eines Landstreifens erhalten soll, welcher an keiner Stelle weniger als 20 englische Meilen breit ist. Das Großbritannien zur Geltendmachung seines Einflusses vorbehaltene Gebiet wird im Westen und Nordwesten durch die vorher bezeichnete Linie begrenzt. Der N’Gami-See ist in dasselbe eingeschlossen. Der Lauf der vorgedachten Grenze ist im allgemeinen nach Maßgabe einer Karte wiedergegeben, welche im Jahre 1889 amtlich für die britische Regierung angefertigt wurde.“
Wie später festgestellt wurde, konnte die hiermit vorgenommene Festlegung der Grenzlinie auf dem 18. Breitengrad nicht zur Anwendung kommen, da die zuvor mit Portugal definierte Nordgrenze schon teilweise südlich desselben lag. Um eine Überschneidung zu vermeiden, musste die Ergänzungsregelung des Vertrags mit Großbritannien angehalten werden, wonach der Caprivizipfel eine Mindestbreite von 20 englischen Meilen haben sollte. Die betreffende südliche Grenze des Caprivistreifens bildet sich daher zum Teil als Parallele zur nördlichen Grenze mit Angola.

### Verwaltung
Der Caprivizipfel nahm bis zur Unabhängigkeit Namibias 1990 rechtlich häufig eine Sonderstellung ein, weshalb zahlreiche Gesetze aus der südafrikanischen Zeit Südwestafrikas auch ausdrücklich für (oder nicht für) den Eastern Caprivi Zipfel, ab 1939 Caprivi Zipfel, galten.
Der Zipfel wurde von 1922 bis 1929 vom Britischen Hochkommissar in Südafrika, im Rahmen der Verwaltung des Betschuanaland (Botswana) verwaltet. Anschließend war bis 1939 der Administrator Südwestafrikas für die Verwaltung zuständig. Bis 1951 fiel die Verwaltung des Zipfels unter das südafrikanische Department of Bantu Administration and Development. 1951 wurde faktisch der General-Gouverneur Südafrikas mit der Verwaltung beauftragt. Ab dann galten keine Gesetze für Südwestafrika bzw. Südafrika ausdrücklich automatisch für den Caprivizipfel. Ähnliche Sonderstellungen nahmen Walvis Bay und das Rehoboth Gebiet ein.

### Sezessionsbestrebungen

Flagge der CANU

In den 1980er Jahren bildete sich die Sezessionsbewegung Caprivi Liberation Movement. Sie gipfelte im Caprivi-Konflikt 1999. Die United Democratic Party – Caprivi Freedom setzte sich aus dem Exil in Kopenhagen für eine Unabhängigkeit des Caprivizipfels in seiner historischen geografischen Ausbreitung ein.
Am 7. Oktober 2002 erklärte das Volk der Itengese seine Heimatregion als Free State of Caprivi Strip für unabhängig von Namibia. Dies wurde allerdings von der Zentralregierung nicht anerkannt, und die Region Sambesi ist weiterhin Bestandteil Namibias. Die Exilregierung der Caprivi African National Union (CANU) nahm eine Flagge an, die sich an der des ehemaligen Homelands orientiert.

## Galerie

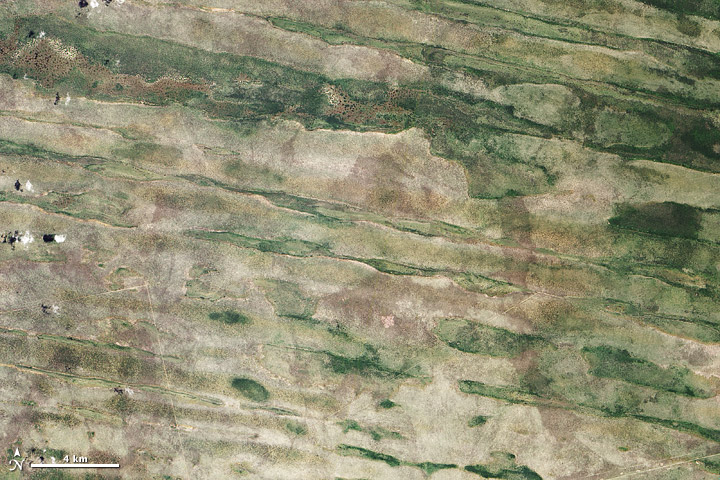
Dünen im Caprivizipfel, Satellitenaufnahme (2012)
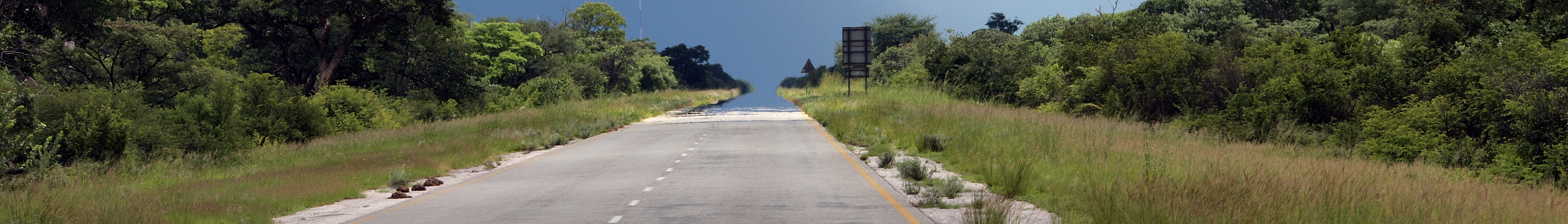
Hauptstraße durch den Caprivizipfel (2011)
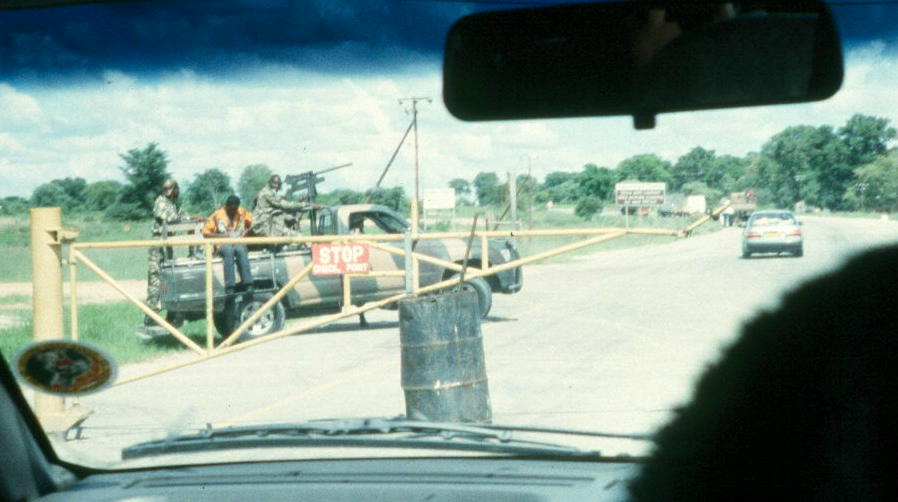
Militäreskorte für einen LKW-Konvoi durch den Caprivizipfel (2002)